# Like Crazy
Like Crazy (Como locos en español) es una película estadounidense de 2011. La película estuvo dirigida por Drake Doremus y es protagonizada por Anton Yelchin, Felicity Jones y Jennifer Lawrence. La película ganó el Premio Grand Jury: Película Dramática en el Festival de Cine de Sundance número 27, y Jones ganó un Premio Especial Grand Jury por actuación en una película dramática.

## Argumento
La película sigue la historia de Anna, una estudiante británica, que consigue una visa de estudio para estar en Estados Unidos. Ahí conocerá a un chico norteamericano, Jacob, del cual se enamorará y comenzarán una relación. 
Los problemas comienzan cuándo el visado de Anna vence y debe volver a Inglaterra para evitar infringir la ley; sin embargo ella y Jacob se convencen de que no ocurrirá nada si ella se queda durante el verano. Más tarde cuando Anna se ve obligada a volver a Inglaterra para asistir a una boda y luego volver al cabo de siete días, ocurren una serie de problemas que no la dejan ingresar al país por haber violado la visa de estudio; lo que la obliga a mantenerse apartada de Jacob durante un tiempo. 
Durante el transcurso de la película se aprecia cómo Jacob y Anna se separan y terminan volviendo muchas veces, mientras los padres de ella intentan resolver los problemas de visa; los jóvenes se encuentran varias veces, gracias a los viajes que realiza Jacob a Inglaterra, aunque en cada viaje también sufren al ver cuánto se han alejado el uno del otro.
Ambos jóvenes también hacen una vida aparte durante el tiempo que se encuentran separados; Anna consigue trabajo en una revista y se muda a un departamento, dónde conoce a Simon, su vecino, y tienen algo parecido a una relación. Y Jacob conoce a Samantha, una chica que trabaja con él y luego de estar seguro de la indiferencia de Anna comienzan a salir.  
Después de una conversación con su jefa, Anna descubre que aún desea estar con Jacob y le llama para proponerle que se case con ella, para conseguir una visa permanente; Jacob acepta y rompe con Sam.    
Jacob y Anna se casan, y se mudan al departamento de ella. Mas los problemas que tienen entre ellos, para conseguir la visa y el afecto que Jacob aún tiene por Sam acaban por separarlos. De vuelta en Estados Unidos Jacob vuelve con Sam, y Anna formaliza su relación con Simon, aun estando casada con Jacob.
La relación de Anna y Simon termina cuando este le propone matrimonio delante de sus padres; y la de Jacob y Sam poco después. Se les concede la visa y Anna se muda a Estados Unidos.

## Elenco
- Anton Yelchin como Jacob.
- Felicity Jones como Anna.
- Jennifer Lawrence como Sam.
- Charlie Bewley como Simon.
- Alex Kingston como Jackie.
- Oliver Muirhead como Bernard.
- Finola Hughes como Liz.
- Chris Messina como Mike Appletree.
- Ben York Jones como Ross.
- Jamie Thomas King como Elliot.